# Pontioceramus grandis
Pontioceramus grandis is een zeester uit de familie Goniasteridae.
De wetenschappelijke naam van de soort werd in 1911 gepubliceerd door Walter Kenrick Fisher.